# Голсон (Тексас)
Голсон (енгл. Gholson) град је у америчкој савезној држави Тексас. По попису становништва из 2010. у њему је живело 1.061 становника.

## Демографија
Према попису становништва из 2010. у граду је живело 1.061 становника, што је 139 (15,1%) становника више него 2000. године.
| Група             | 2000.       | 2010.       |
| Белци             | 799 (86,7%) | 922 (86,9%) |
| Афроамериканци    | 42 (4,6%)   | 12 (1,1%)   |
| Азијати           | 0 (0,0%)    | 3 (0,3%)    |
| Хиспаноамериканци | 64 (6,9%)   | 110 (10,4%) |
| Укупно            | 922         | 1.061       |